# Großer Preis von Brasilien 1973
Der Große Preis von Brasilien 1973 (offiziell II Grande Prêmio do Brasil) fand am 11. Februar auf dem Autódromo José Carlos Pace in São Paulo statt und war das zweite Rennen der Automobil-Weltmeisterschaft 1973.

## Berichte

### Hintergrund
Nachdem die erste Ausgabe des Großen Preises von Brasilien im Vorjahr noch nicht zur Weltmeisterschaft gezählt hatte, fand das Rennen 1973 erstmals mit WM-Status statt. Nicht zuletzt die Tatsache, dass der Einheimische Emerson Fittipaldi amtierender Weltmeister war, löste ein großes Zuschauerinteresse aus.
Alle Teams reisten in unveränderter Besetzung direkt aus Buenos Aires an, wo zwei Wochen zuvor der Große Preis von Argentinien stattgefunden hatte. Einzig der einheimische Gaststarter Luiz Bueno ergänzte das Feld, indem er sich einen gebrauchten Surtees TS9B für das Rennen mietete. Es wurde seine erste und einzige Teilnahme an einem Formel-1-Rennen mit WM-Status.

### Training
Lotus hatte in der Woche vor dem Grand Prix umfangreiche Testfahrten auf der Strecke durchgeführt, um Emerson Fittipaldis Chancen auf einen Sieg vor heimischem Publikum zu erhöhen. Die dabei gesammelten Erfahrungen zahlten sich im offiziellen Training aus, in dem beide Stammfahrer sich für die erste Startreihe qualifizierten, wobei die Pole-Position mit zwei Zehntelsekunden Vorsprung an Ronnie Peterson ging. Es war die erste Pole seiner Karriere. Außer den beiden Lotus-Piloten erreichte kein weiterer Fahrer eine Rundenbestzeit unter 2:32 Minuten.
Die aus drei Fahrzeugen bestehende erste Reihe wurde durch Ferrari-Pilot Jacky Ickx komplettiert. Dahinter qualifizierten sich Clay Regazzoni und Denis Hulme für die zweite Reihe. Die dritte Reihe setzte sich aus Carlos Pace, Carlos Reutemann und Jackie Stewart zusammen.

### Rennen
Bei sehr hohen Temperaturen am Renntag erlebten die Zuschauer einen perfekten Start zweier einheimischer Piloten. Emerson Fittipaldi übernahm die Führung und Pace schoss vom sechsten Startplatz aus nach vorn auf Rang zwei. Es folgten Stewart, Peterson und Ickx.
Pace konnte seine sehr gute Position nicht lange halten. Bereits im zweiten Umlauf wurde er von Stewart überholt, wenig später auch von Peterson. Der Schwede duellierte sich daraufhin bis zur sechsten Runde mit Stewart um den zweiten Platz, bevor er wegen eines Schadens an der Radbefestigung von der Strecke abkam und verunfallte.
Ickx gelangte unterdessen an Pace vorbei auf Rang drei. Die Platzierungen an der Spitze blieben daraufhin über mehrere Runden konstant, während Hulme für Spannung sorgte, indem er stets auf die Führenden aufholte. Nachdem Pace in der zehnten Runde wegen eines Aufhängungsschadens hatte aufgeben müssen, überholte Hulme im zwölften Umlauf den viertplatzierten Jean-Pierre Beltoise und schloss schnell auf Ickx auf, den er drei Runden später ebenfalls überholen konnte.
Da Ickx gegen Ende des Rennens wegen eines Plattfußes einen Boxenstopp einlegen musste, Beltoise wegen eines Elektrikdefektes ausschied und Clay Regazzoni ebenfalls in der Box neue Reifen aufziehen lassen musste, ging der vierte Platz letztendlich an Arturo Merzario, der vom 17. Startplatz aus ins Rennen gegangen war.
Emerson Fittipaldi gewann zum ersten Mal seinen Heim-Grand-Prix in seiner Geburtsstadt und feierte somit den zweiten Sieg im zweiten Saisonlauf. Die schnellste Rennrunde hatte er ebenfalls erzielt, allerdings zeitgleich mit Hulme.

## Meldeliste
| Team                           | Nr. | Fahrer               | Chassis           | Motor                    | Reifen |
| ------------------------------ | --- | -------------------- | ----------------- | ------------------------ | ------ |
| John Player Team Lotus         | 01  | Emerson Fittipaldi   | Lotus 72D         | Ford Cosworth DFV 3.0 V8 | G      |
| John Player Team Lotus         | 02  | Ronnie Peterson      | Lotus 72D         | Ford Cosworth DFV 3.0 V8 | G      |
| Elf Team Tyrrell               | 03  | Jackie Stewart       | Tyrrell 005       | Ford Cosworth DFV 3.0 V8 | G      |
| Elf Team Tyrrell               | 04  | François Cevert      | Tyrrell 006       | Ford Cosworth DFV 3.0 V8 | G      |
| Brooke Bond Oxo Team Surtees   | 05  | Mike Hailwood        | Surtees TS14A     | Ford Cosworth DFV 3.0 V8 | F      |
| Brooke Bond Oxo Team Surtees   | 06  | Carlos Pace          | Surtees TS14A     | Ford Cosworth DFV 3.0 V8 | F      |
| Yardley Team McLaren           | 07  | Denis Hulme          | McLaren M19C      | Ford Cosworth DFV 3.0 V8 | G      |
| Yardley Team McLaren           | 08  | Peter Revson         | McLaren M19C      | Ford Cosworth DFV 3.0 V8 | G      |
| Scuderia Ferrari SpA SEFAC     | 09  | Jacky Ickx           | Ferrari 312B2     | Ferrari 001/1 3.0 F12    | G      |
| Scuderia Ferrari SpA SEFAC     | 10  | Arturo Merzario      | Ferrari 312B2     | Ferrari 001/1 3.0 F12    | G      |
| STP March Racing Team          | 11  | Jean-Pierre Jarier   | March 721G        | Ford Cosworth DFV 3.0 V8 | G      |
| Clarke-Mordaunt-Guthrie Racing | 12  | Mike Beuttler        | March 721G        | Ford Cosworth DFV 3.0 V8 | G      |
| Marlboro B.R.M.                | 14  | Clay Regazzoni       | BRM P160D         | BRM P142 3.0 V12         | F      |
| Marlboro B.R.M.                | 15  | Jean-Pierre Beltoise | BRM P160D         | BRM P142 3.0 V12         | F      |
| Marlboro B.R.M.                | 16  | Niki Lauda           | BRM P160C         | BRM P142 3.0 V12         | F      |
| Motor Racing Developments      | 17  | Carlos Reutemann     | Brabham BT37      | Ford Cosworth DFV 3.0 V8 | G      |
| Motor Racing Developments      | 18  | Wilson Fittipaldi    | Brabham BT37      | Ford Cosworth DFV 3.0 V8 | G      |
| Frank Williams Racing Cars     | 19  | Howden Ganley        | Iso-Marlboro FX3B | Ford Cosworth DFV 3.0 V8 | F      |
| Frank Williams Racing Cars     | 20  | Nanni Galli          | Iso-Marlboro FX3B | Ford Cosworth DFV 3.0 V8 | F      |
| Team Surtees                   | 23  | Luiz Bueno           | Surtees TS9B      | Ford Cosworth DFV 3.0 V8 | F      |

## Klassifikationen

### Startaufstellung
| Pos. | Fahrer               | Konstrukteur | Zeit   | Ø-Geschwindigkeit | Start |
| ---- | -------------------- | ------------ | ------ | ----------------- | ----- |
| 01   | Ronnie Peterson      | Lotus-Ford   | 2:30,5 | 190,405 km/h      | 01    |
| 02   | Emerson Fittipaldi   | Lotus-Ford   | 2:30,7 | 190,153 km/h      | 02    |
| 03   | Jacky Ickx           | Ferrari      | 2:32,0 | 188,526 km/h      | 03    |
| 04   | Clay Regazzoni       | B.R.M.       | 2:32,4 | 188,031 km/h      | 04    |
| 05   | Denis Hulme          | McLaren-Ford | 2:32,7 | 187,662 km/h      | 05    |
| 06   | Carlos Pace          | Surtees-Ford | 2:32,7 | 187,662 km/h      | 06    |
| 07   | Carlos Reutemann     | Brabham-Ford | 2:32,9 | 187,417 km/h      | 07    |
| 08   | Jackie Stewart       | Tyrrell-Ford | 2:33,3 | 186,928 km/h      | 08    |
| 09   | François Cevert      | Tyrrell-Ford | 2:33,4 | 186,806 km/h      | 09    |
| 10   | Jean-Pierre Beltoise | B.R.M.       | 2:33,5 | 186,684 km/h      | 10    |
| 11   | Wilson Fittipaldi    | Brabham-Ford | 2:34,3 | 185,716 km/h      | 11    |
| 12   | Peter Revson         | McLaren-Ford | 2:34,3 | 185,716 km/h      | 12    |
| 13   | Niki Lauda           | B.R.M.       | 2:35,1 | 184,758 km/h      | 13    |
| 14   | Mike Hailwood        | Surtees-Ford | 2:35,5 | 184,283 km/h      | 14    |
| 15   | Jean-Pierre Jarier   | March-Ford   | 2:37,6 | 181,827 km/h      | 15    |
| 16   | Howden Ganley        | Iso-Ford     | 2:37,6 | 181,827 km/h      | 16    |
| 17   | Arturo Merzario      | Ferrari      | 2:37,7 | 181,712 km/h      | 17    |
| 18   | Nanni Galli          | Iso-Ford     | 2:38,7 | 180,567 km/h      | 18    |
| 19   | Mike Beuttler        | March-Ford   | 2:39,9 | 179,212 km/h      | 19    |
| 20   | Luiz Bueno           | Surtees-Ford | 2:42,5 | 176,345 km/h      | 20    |

### Rennen
| Pos. | Fahrer               | Konstrukteur | Runden | Stopps | Zeit       | Start | Schnellste Runde |
| ---- | -------------------- | ------------ | ------ | ------ | ---------- | ----- | ---------------- |
| 01   | Emerson Fittipaldi   | Lotus-Ford   | 40     | 0      | 1:43:55,6  | 02    | 2:35,0           |
| 02   | Jackie Stewart       | Tyrrell-Ford | 40     | 0      | + 13,5     | 08    |                  |
| 03   | Denis Hulme          | McLaren-Ford | 40     | 0      | + 1:46,4   | 05    | 2:35,0           |
| 04   | Arturo Merzario      | Ferrari      | 39     | 0      | + 1 Runde  | 17    |                  |
| 05   | Jacky Ickx           | Ferrari      | 39     | 1      | + 1 Runde  | 03    |                  |
| 06   | Clay Regazzoni       | B.R.M.       | 39     | 1      | + 1 Runde  | 04    |                  |
| 07   | Howden Ganley        | Iso-Ford     | 39     | 0      | + 1 Runde  | 16    |                  |
| 08   | Niki Lauda           | B.R.M.       | 38     | 1      | + 2 Runden | 13    |                  |
| 09   | Nanni Galli          | Iso-Ford     | 38     | 0      | + 2 Runden | 18    |                  |
| 10   | François Cevert      | Tyrrell-Ford | 38     | 1      | + 2 Runden | 09    |                  |
| 11   | Carlos Reutemann     | Brabham-Ford | 38     | 0      | + 2 Runden | 07    |                  |
| 12   | Luiz Bueno           | Surtees-Ford | 36     | 0      | + 4 Runden | 20    |                  |
| –    | Jean-Pierre Beltoise | B.R.M.       | 23     | 0      | DNF        | 10    |                  |
| –    | Mike Beuttler        | March-Ford   | 18     | 0      | DNF        | 19    |                  |
| –    | Carlos Pace          | Surtees-Ford | 9      | 0      | DNF        | 06    |                  |
| –    | Mike Hailwood        | Surtees-Ford | 6      | 0      | DNF        | 14    |                  |
| –    | Jean-Pierre Jarier   | March-Ford   | 6      | 0      | DNF        | 15    |                  |
| –    | Ronnie Peterson      | Lotus-Ford   | 5      | 0      | DNF        | 01    |                  |
| –    | Wilson Fittipaldi    | Brabham-Ford | 5      | 3      | DNF        | 11    |                  |
| –    | Peter Revson         | McLaren-Ford | 3      | 0      | DNF        | 12    |                  |

## WM-Stände nach dem Rennen
Die ersten sechs des Rennens bekamen 9, 6, 4, 3, 2 bzw. 1 Punkt(e). In der Konstrukteurswertung zählten nur die Punkte des bestplatzierten Fahrers eines Teams. Es zählten nur die besten sieben Ergebnisse aus den ersten acht Rennen und die besten sechs aus den letzten sieben Rennen.

### Fahrerwertung
| Pos. | Fahrer             | Konstrukteur | Punkte |
| ---- | ------------------ | ------------ | ------ |
| 01   | Emerson Fittipaldi | Lotus-Ford   | 18     |
| 02   | Jackie Stewart     | Tyrrell-Ford | 10     |
| 03   | François Cevert    | Tyrrell-Ford | 6      |
| 04   | Denis Hulme        | McLaren-Ford | 6      |
| 05   | Jacky Ickx         | Ferrari      | 5      |
| 06   | Arturo Merzario    | Ferrari      | 3      |
| 07   | Wilson Fittipaldi  | Brabham-Ford | 1      |
| 08   | Clay Regazzoni     | B.R.M.       | 1      |
| 09   | Peter Revson       | McLaren-Ford | 0      |
| 10   | Howden Ganley      | Iso-Ford     | 0      |

| Pos. | Fahrer               | Konstrukteur | Punkte |
| ---- | -------------------- | ------------ | ------ |
| 11   | Mike Beuttler        | March-Ford   | 0      |
| 12   | Niki Lauda           | B.R.M.       | 0      |
| 13   | Nanni Galli          | Iso-Ford     | 0      |
| 14   | Carlos Reutemann     | Brabham-Ford | 0      |
| 15   | Luiz Bueno           | Surtees-Ford | 0      |
| –    | Jean-Pierre Jarier   | March-Ford   | 0      |
| –    | Jean-Pierre Beltoise | B.R.M.       | 0      |
| –    | Ronnie Peterson      | Lotus-Ford   | 0      |
| –    | Mike Hailwood        | Surtees-Ford | 0      |
| –    | Carlos Pace          | Surtees-Ford | 0      |

### Konstrukteurswertung
| Pos. | Konstrukteur | Punkte |
| ---- | ------------ | ------ |
| 01   | Lotus-Ford   | 18     |
| 02   | Tyrrell-Ford | 12     |
| 03   | McLaren-Ford | 6      |
| 04   | Ferrari      | 6      |
| 05   | Brabham-Ford | 1      |

| Pos. | Konstrukteur | Punkte |
| ---- | ------------ | ------ |
| 06   | B.R.M.       | 1      |
| 07   | March-Ford   | 0      |
| 08   | Iso-Ford     | 0      |
| 09   | Surtees-Ford | 0      |